# Slaget ved Meretun
Slaget ved Meretun (eller Merton) var en slag, der foregik omkring d. 8. januar 871, hvor en dansk vikingehær slog vestsakserne på en ukendt placering i Wessex, men sandsynligvis i et af de moderne counties Dorset, Hampshire eller Wiltshire.
Vestsakserne blev ledet af kong Æthelred og hans yngre bror, den fremtidige kong Alfred den Store.
Slaget er blevet dateret med døden af Heahmund, biskop af Sherborne. Hans festdag i den engelske helgenkalender er 22. marts, hvilket indikerer, at han døde denne dag.
Forskellige navne og stavemåder der minder om Marton eller Meretun er blevet brugt. Den præcise lokation er ukendt, med der er to muligheder baseret på stednavne brugt i de oprindelige tekstkilder, som beskriver slaget. Den ene er i nærheden af fortidsborgen Merdon Castle, der ligger i Hursley-sogn nær Winchester. Det andet er i landsbyen Marten i Wiltshire, selvom er en lignende landsby kaldet Marden, der også ligger i Wiltshire.